# Flemming Rasmussen
Flemming Rasmussen, detto "Razz" (Danimarca, 1º gennaio 1958), è un produttore discografico danese.
È stato produttore dei Metallica negli album Ride the Lightning, Master of Puppets e ...And Justice for All. Ha fondato e possiede gli Sweet Silence Studios, con sede a Copenaghen.
Ha anche prodotto l'album Covenant dei Morbid Angel, gli album Nightfall in Middle-Earth e Imaginations from the Other Side dei Blind Guardian, e Iron degli Ensiferum.